# بيتا بيرغستروم
بيتا بيرغستروم (بالسويدية: Beata Bergström)‏ هي مصورة سويدية، ولدت في 13 أغسطس 1921 في اوديفالا ‏ في السويد، وتوفيت في 12 أكتوبر 2016 في Järna, Södertälje Municipality ‏ في السويد.